# Arik Einstein
Arik Einstein (în ebraică אריק איינשטיין, numele la naștere Arie Leib Einstein; n. 3 ianuarie 1939, Tel Aviv, Palestina sub mandat britanic – d. 26 noiembrie 2013, Tel Aviv, Israel) a fost un cântăreț de muzică ușoară și actor de film israelian.
A cântat în tinerețe în ansamblul „Nahal”, formațiile „Batzal Yarok” (Ceapa verde), Trioul „Gesher Hayarkon” (Podul Yarkonului), „Hahalonot hagvohim” )(Ferestrele înalte) și „Lul” (Coteț). În colaborare cu cântărețul și compozitorul Shalom Hanokh și cu formația „HaChurchillim”, a creat primele discuri de rock israelian.
Arik Einstein este considerat unul din cei mai însemnați interpreți ai cântecului ebraic (zemer ivri). După cuvintele criticului muzical Yoav Kuttner, „a fost mai mult decât cel mai mare cântăreț, Einstein a fost Israelul cel mai autentic”.

## Biografie
Arik Einstein s-a născut și a crescut la Tel Aviv, ca fiu unic al lui Dvora și al actorului Yaakov Einstein de la teatrul Ohel. Părinții săi au locuit la început ca subchiriași pe strada Gordon. În copilărie Arik Einstein a învățat la școala Beit Hahinukh A.D.Gordon, apoi la liceul orășenesc nr 4 din Tel Aviv. A activat în mișcarea de tineret Hashomer Hatzair și ca sportiv in clubul Hapo'el Tel Aviv. Einstein a fost campion de tineret al Israelului la aruncarea greutății, iar vreme de 10 ani a deținut recordul de tineret al Israelului la săritura în înălțime (1,84 m), în anul 1956 fiind campion al Israelului la săritura în înălțime adulți, cu scorul (1,80m). A jucat și baschet în echipa de tineret Hapo'el Tel Aviv juniori și apoi în cea de  adulți.
În preajma serviciului militar tatăl său l-a îndemnat să se înroleze în cadrul Ansamblului artistic al armatei, dar el dorea să fie antrenor militar de sport. Nefiind primit în această categorie din cauza miopiei, s-a prezentat în cele din urmă la o audiție  a Ansamblului artistic al Nahal (Tineretul militar agricol) în fața unei comisii din care făceau parte actorii Haim Topol și Uri Zohar, și cântăreața Nehama Hendel, care l-au acceptat în calitate de actor.  Cu ansamblul Nahal Einstein a luat parte la montajele „Ad mea ve esrim” (La mulți ani, până la 120 ani), „Tzarikh lihiot" (Trebuie să traiești) și „Lo latzet min hakelim” (Nu te enerva). Între șlagărele pe care le-a lansat în acea perioadă au figurat , „Ya Yareah” (Hei,lună), „Ruakh stav” (Vânt de toamnă) „Zo ota ahava” (Aceeași dragoste). Din vremea serviciului militar a rămas cunoscut cu diminutivul Arik.     
După terminarea în 1959 a serviciului militar, Einstein a intrat în ansamblul Teatrului satiric Sambation, unde a participat la spectacolul „Hashed yodea” (Dracul știe) alături de Rahel Attas, Shimon Israeli și Yossi Frost, precum și în formația „Batzal Yarok”, din care mai făceau parte  Uri Zohar, Haim Topol, Ilana Rovina, Yehoram Gaon, Zaharira Harifayi și alții. El a apărut într-un rol secundar în 1960 în programul „Hatul Basak” (Mâța în sac) al acestei formații. S-a remarcat prin vocea sa, între altele, în cântecul Lipa haeglon (Lipa vizitiul). În acea vreme a fost lăudat de intransigentul critic de teatru Haim Gamzu pentru jocul său în piesa „Habogged” pe scena Teatrului Haohel.